# Enicognathus
Enicognathus Gray, 1840 è un genere di uccelli della famiglia degli Psittacidi.

## Distribuzione e habitat
A questo genere appartengono due parrocchetti diffusi delle foreste e delle boscaglie del Cile.

## Tassonomia
Il genere comprende le seguenti specie:
- Enicognathus ferrugineus (Müller, 1776) - parrocchetto australe
- Enicognathus leptorhynchus (King, 1831) - parrocchetto beccosottile